# کولین هندری
کولین هندری (انگلیسی: Colin Hendry؛ زادهٔ ۷ دسامبر ۱۹۶۵) بازیکن فوتبال سابق و مربی اهل اسکاتلند است.
وی سابقه بازی برای تیم‌های باشگاه فوتبال داندی، بلکبرن راورز، منچستر سیتی، باشگاه فوتبال رنجرز، کاونتری سیتی بولتون واندرز، پرستون نورث اند و بلکپول و همین‌طور ۵۱ بازی ملی برای تیم ملی فوتبال اسکاتلند در کارنامه دارد.وی کاپیتان تیم ملی اسکاتلند در جام جهانی ۱۹۹۸ فرانسه بود. در این جام اسکاتلند با دوشکست در برابر برزیل و مراکش و تساوی در برابر نروژ در گروه حذف شد.همچنین او در جام ملت های ۱۹۹۶ برای تیم ملی اسکاتلند بازی کرد.